# Amblyomma nuttalli
Amblyomma nuttalli är en fästingart som beskrevs av Wilhelm Dönitz 1909. Amblyomma nuttalli ingår i släktet Amblyomma och familjen hårda fästingar. Inga underarter finns listade i Catalogue of Life.